# Adam Sýkora
Adam Sýkora (* 7. September 2004 in Ratnovce) ist ein slowakischer Eishockeyspieler, der seit Juli 2022 bei den New York Rangers in der National Hockey League (NHL) unter Vertrag steht und seit 2023 bei dessen Farmteam Hartford Wolf Pack in der American Hockey League spielt. Sýkora gilt neben Juraj Slafkovský und Šimon Nemec als eines der größten Talente des slowakischen Eishockeys und wurde von den Rangers im NHL Entry Draft 2022 an 63. Position ausgewählt.

## Karriere
Sýkora begann seine Karriere in seiner Heimatstadt beim ŠHK 37 Piešťany, bevor er zum HK Nitra wechselte und dort die Jugendmannschaften durchlief. Zur Saison 2020/21 stieg er in den Männerbereich auf und absolvierte seine ersten Spiele für den HK Nitra in der Extraliga, wo seine Mannschaft in der Hauptrunde den fünften Platz belegte. In den Playoffs, wo Adam Sýkora nicht zum Einsatz kam, scheitere sein Team im Viertelfinale an HC Slovan Bratislava. In der Saison 2020/21 kam Adam Sýkora nicht nur für den HK Nitra zum Einsatz, sondern er spielte auch für das slowakische U18-Nationalteam und HK Levice in der 1. Liga.

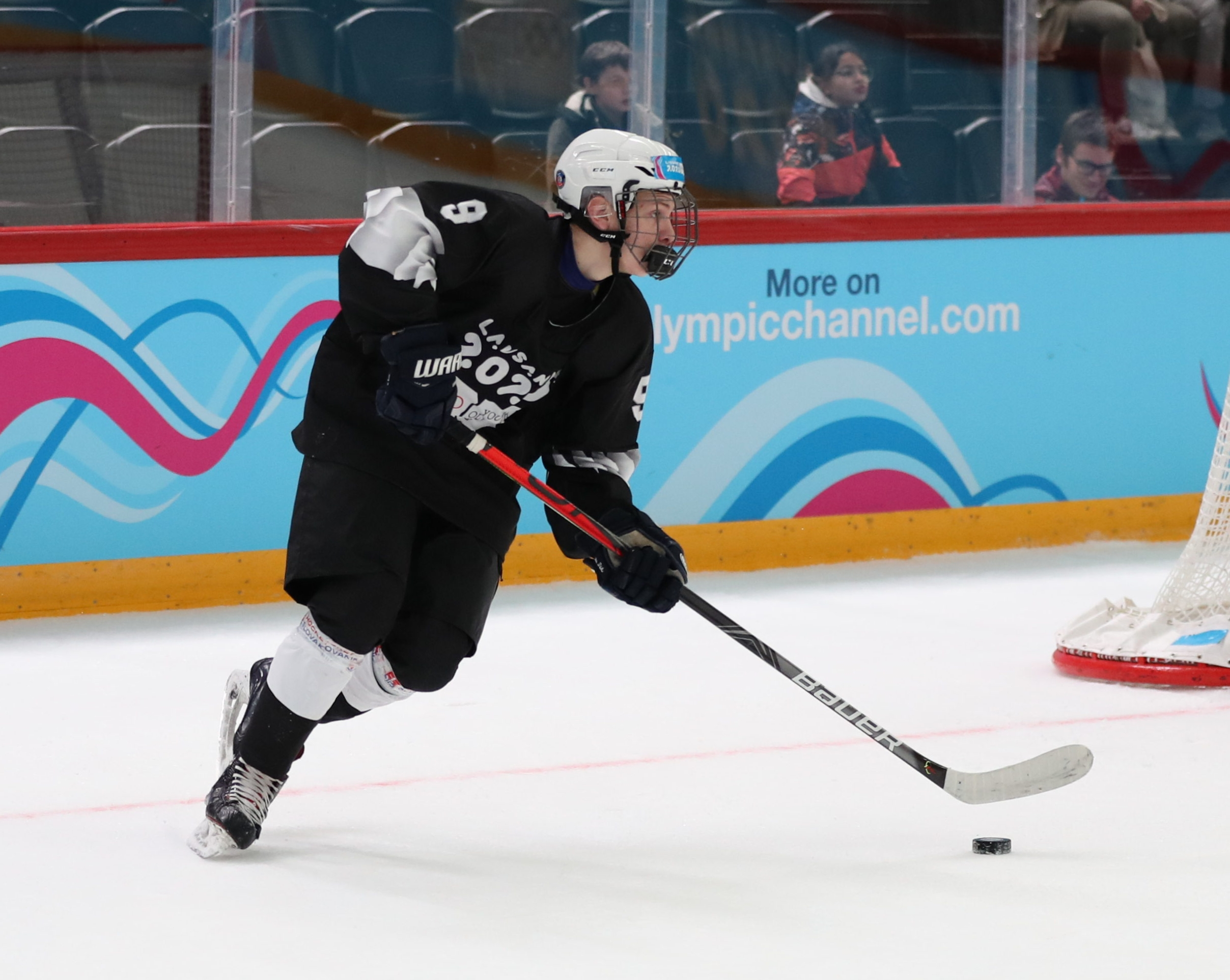
Sýkora bei den Olympischen Jugend-Winterspielen 2020

In der Saison 2021/22 war Adam Sýkora fester Bestandteil der Mannschaft des HK Nitra. Trotzdem absolvierte er auch drei Spiele für das slowakische U18-Nationalteam in der 1. Liga. Für HK Nitra absolvierte er in der Extraliga 65 Spiele, in welchen er zwölf Tore erzielte und zehn Assists gab. Nachdem er und seine Mannschaft die Hauptrunde auf den dritten Platz beendeten, erreichte sie in den Playoffs das Finale, wo sie auf den HC Slovan Bratislava trafen. In der Best-of-Seven mussten sie sich nach sechs Spielen geschlagen geben. Im anschließenden Sommer wurde Sýkora im NHL Entry Draft 2022 in der zweiten Runde an 63. Position von den New York Rangers aus der National Hockey League (NHL) ausgewählt, die ihn wenig später mit einem Einstiegsvertrag ausstatteten. Im selben Jahr war er beim CHL Import Draft als Top-Draftpick von den Medicine Hat Tigers gezogen worden, die wegen des Vertrags mit den Rangers aber nicht zum Zuge kamen. Die Spielzeit 2022/23 verbrachte er auf Leihbasis weiterhin in Nitra und gewann mit seinem Stammverein den IIHF Continental Cup 2022/23. Kurz vor Ende der Spielzeit kam er zu ersten Einsätzen in der American Hockey League beim Hartford Wolf Pack, dem Farmteam der New York Rangers, in dem er in der Folgesaison regelmäßig eingesetzt wurde.

### International
Adam Sýkora wurde vom Slovenský zväz ľadového hokeja in der U16-, U18- und U20-Auswahl der Slowakei eingesetzt. Bei seinen Einsätzen in der U16-Nationalmannschaft der Slowakei in der Saison 2019/20 wurde er von seinem Vater Roman Sýkora trainiert. Im Jahr 2020 wurde vom Slovenský olympijský a športový výbor als einer von vier slowakischen Eishockspielern für die Olympischen Jugend-Winterspiele 2020, welche rund um Lausanne stattfanden, nominiert. Adam Sýkora nahm am 3×3-Turnier der Jungen teil, welches in der Vaudoise aréna in Prilly ausgetragen wurde, und gehörte den schwarzen Team an, welches den vierten Platz belegte.
Zwischen den 2. und 7. August 2021 nahm er mit der U18-Eishockeynationalmannschaft der Slowakei am Hlinka Gretzky Cup teil, welcher in der Slowakei und Tschechien ausgetragen wurde. Gemeinsam mit seiner Mannschaft erreichte er das Finale, welches in der Easton Arena in Piešťany ausgetragen wurde. Vor dem heimischen Publikum musste man sich der russischen Mannschaft geschlagen geben. Nach zwei dritten Plätzen 1997 und 1998 war es für die Slowakei die beste Platzierung und erst der dritte Podestplatz beim Hlinka Gretzky Cup. Er nahm im Nachwuchsbereich an der U18-Weltmeisterschaft der Division I 2022, als den Slowaken der Wiederaufstieg in die Top-Division gelang und den U20-Weltmeisterschaften 2022, 2023 und 2024 in der Top-Division teil.
Von Nationaltrainer Craig Ramsay wurde Adam Sýkora für die Vorbereitungsspiele zur Weltmeisterschaft 2022 nominiert. Am 5. Mai 2022 gab er beim Spiel gegen Norwegen sein Debüt für die slowakische Eishockeynationalmannschaft und erzielte in diesen Spiel auch sein erstes Tor im Trikot dieser. Nach den Vorbereitungsspielen wurde er auch für die Eishockey-Weltmeisterschaft nominiert. Beim Spiel gegen Italien am 21. Mai 2022 erzielte er im Alter von 17 Jahren und 254 Tagen die zwischenzeitliche 2:0-Führung und unterbot damit den erst bei dieser WM durch Juraj Slafkovský aufgestellten Rekord als jüngster slowakischer Torschütze bei einer Eishockey-Weltmeisterschaft.

## Erfolge und Auszeichnungen
- 2022 Slowakischer Vizemeister mit dem HK Nitra
- 2023 Gewinn des IIHF Continental Cups mit dem HK Nitra

### International
- 2021 Silbermedaille beim Hlinka Gretzky Cup
- 2022 Aufstieg in die Top-Division bei der U18-Junioren-Weltmeisterschaft der Division IA

## Familiäres
Adam Sýkora ist der Sohn des 1978 geborenen slowakischen Eishockeyspielers und -trainers Roman Sýkora.